# Nationaler Sicherheits- und Verteidigungsrat der Ukraine

Logo des Nationalen Sicherheits- und Verteidigungsrates

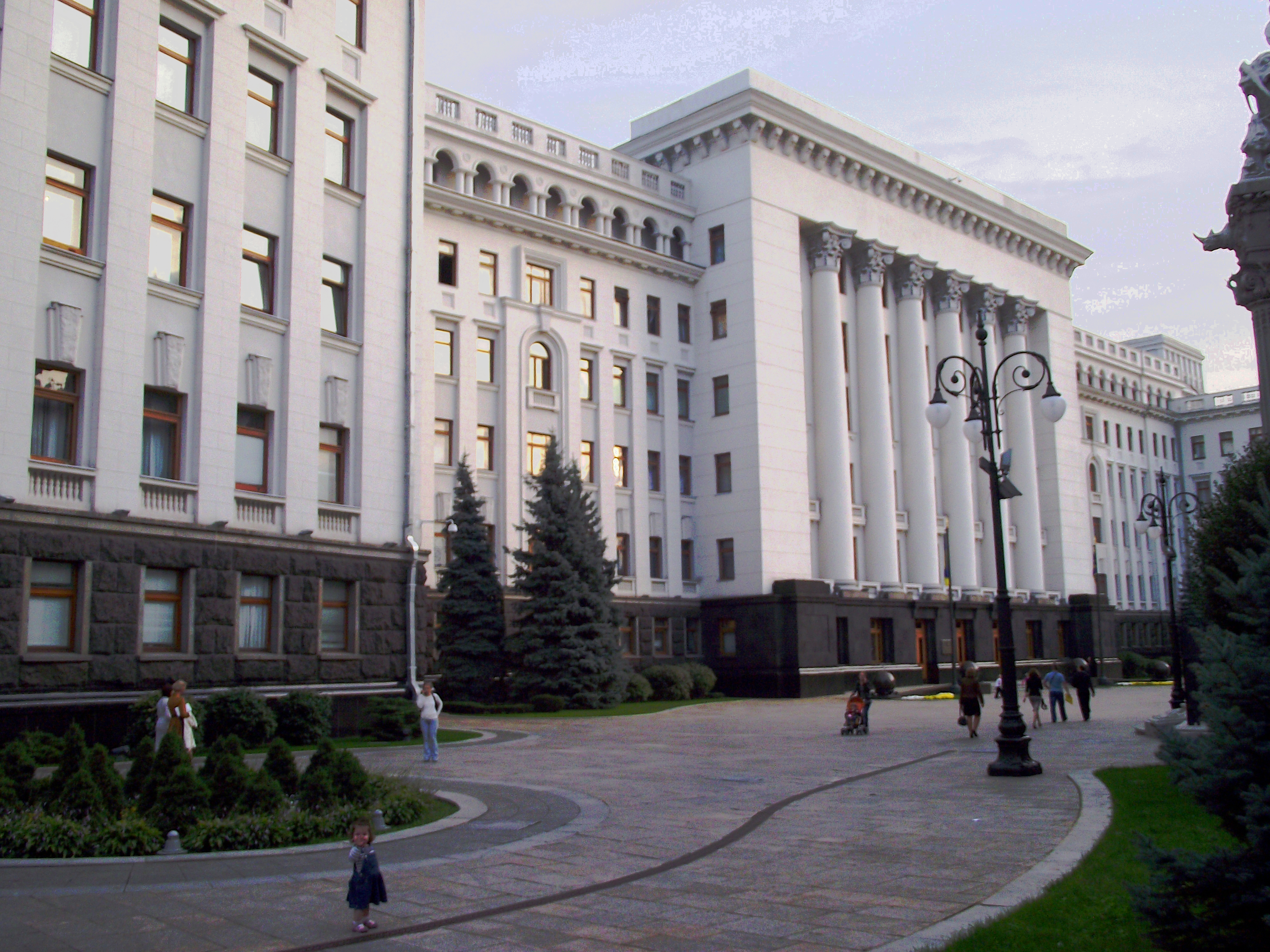
Das Präsidialamt der Ukraine, Sitzungsort des Nationalen Sicherheits- und Verteidigungsrats

Der Nationale Sicherheits- und Verteidigungsrat der Ukraine (ukrainisch Рада національної безпеки і оборони України, [РНБОУ], Abkürzung RNBO[U]) ist ein ständiges verfassungsmäßiges staatliches Organ der Ukraine zur Koordinierung und Kontrolle der Tätigkeiten der Exekutivorgane im Bereich der nationalen Sicherheit und Verteidigung.
Seit 2014 hat das Gremium erweiterte Befugnisse erhalten, einschließlich der Einführung von Sanktionen. Unter der Präsidentschaft von Wolodymyr Selenskyj nutzt der Nationale Sicherheits- und Verteidigungsrat der Ukraine (RNBO) seit 2021 aktiv Sanktionen gegen ukrainische Staatsbürger. Diese Praxis wird von Menschenrechtsorganisationen und Juristen kritisiert, da sie als Verstoß gegen die Prinzipien der Rechtsstaatlichkeit gilt und als politisch motiviert betrachtet wird.

## Geschichte
Der Rat  wurde am 3. Juli 1992 zunächst unter der Bezeichnung Nationaler Sicherheitsrat geschaffen. Seine Aufgaben sind im Artikel 107 der Verfassung der Ukraine geregelt. Vorsitzender ist der Präsident der Ukraine. Dieser ernennt den Sekretär des RNBO.
Nach dem russischen Überfall auf die Ukraine 2022 verbot der Nationale Sicherheits- und Verteidigungsrat der Ukraine die Arbeit der größten Oppositionspartei Oppositionsplattform – Für das Leben und anderer prorussischer Parteien für die Dauer des Kriegsrechts.
Anfang April 2023 veröffentlichte Oleksij Danilow, der Sekretär des Rats, auf seinem Facebook-Account einen zwölf Punkte umfassenden Deokkupationsplan für die Krim, der unter anderem vorsieht, nach der Annexion der Krim 2014 zugezogene Russen von der Krim auszuweisen und die Krim-Brücke abzureißen.
Mit dem Erlass des Präsidenten Nr. 188/2024 vom 26. März 2024 wurde Oleksandr Lytvynenko zum Sekretär berufen und Oleksij Danilow abgelöst.

## Aufgaben

### Sanktionen gegen ukrainische Staatsbürger
Die Sanktionspolitik des Nationalen Sicherheits- und Verteidigungsrats der Ukraine (RNBO) wird scharf kritisiert, da sie persönliche restriktive Maßnahmen gegen ukrainische Staatsbürger ohne gerichtliche Entscheidung vorsieht, was gegen die Verfassung sowie grundlegende Prinzipien der Rechtsstaatlichkeit verstößt. Die Sanktionen werden durch RNBO-Beschluss auf Grundlage des Gesetzes „Über Sanktionen“ verhängt,  jedoch ist kein Gerichtsverfahren vorgesehen, was den rechtlichen Standards der Europäischen Union und anderer demokratischer Staaten widerspricht.
Menschenrechtsorganisationen wie das Zentrum für bürgerliche Freiheiten, die Ukrainische Helsinki-Union für Menschenrechte und die Charkiwer Menschenrechtsgruppe verweisen auf die Verfassungswidrigkeit dieser Praxis. Sie betonen, dass der RNBO ein politisches Gremium ist, das keine Befugnis hat, quasijudizielle Funktionen auszuüben. Im Februar 2025 veröffentlichten mehrere ukrainische Menschenrechtsorganisationen eine gemeinsame Erklärung gegen die Nutzung von Sanktionen als Mittel zur Unterdrückung der Opposition.
Kritiker sehen in diesem Sanktionsmechanismus zunehmend ein politisches Instrument des amtierenden Präsidenten der Ukraine, Wolodymyr Selenskyj, um politische Konkurrenten auszuschalten und den Einfluss auf Medien und Wirtschaft zu verstärken. Von Sanktionen betroffen waren oppositionelle Politiker, Journalisten und Unternehmer, darunter der fünfte Präsident der Ukraine Petro Poroschenko, die Unternehmer Ihor Kolomojskyj und Hennadij Boholjubow, die Journalistin Switlana Kriukowa, der ehemalige Berater des Präsidialamts Oleksij Arestowytsch sowie der Geschäftsmann Kostjantyn Schewaho.
Ähnliche Kritik äußerten auch internationale Menschenrechtsorganisationen, darunter Amnesty International, das von einer „systematischen Nutzung von Sanktionen als Mittel politischer Verfolgung“ sprach.

## Liste der Sekretäre des RNBO
| Nr. | Sekretär              | Amtszeit                             |
| --- | --------------------- | ------------------------------------ |
| 1   | Wolodymyr Horbulin    | 30. August 1994 – 10. November 1999  |
| 2   | Jewhen Martschuk      | 10. November 1999 – 25. Juni 2003    |
| 3   | Wolodymyr Radtschenko | 25. Juni 2003 – 20. Januar 2005      |
| 4   | Petro Poroschenko     | 8. Februar 2005 – 8. September 2005  |
| 5   | Anatolij Kinach       | 27. September 2005 – 16. Mai 2006    |
|     | Wolodymyr Horbulin    | 24. Mai 2006 – 10. Oktober 2006      |
| 6   | Witalij Hajduk        | 10. Oktober 2006 – 12. Mai 2007      |
| 7   | Iwan Pljuschtsch      | 12. Mai 2007 – 26. November 2007     |
| 8   | Rajissa Bohatyrjowa   | 24. Dezember 2007 – 14. Februar 2012 |
| 9   | Andrij Kljujew        | 14. Februar 2012 – 24. Januar 2014   |
| 10  | Andrij Parubij        | 27. Februar 2014 – 7. August 2014    |
| 11  | Oleksandr Turtschynow | 15. Dezember 2014 – 19. Mai 2019     |
| 12  | Oleksandr Danyljuk    | 28. Mai 2019 – 30. September 2019    |
| 13  | Oleksij Danilow       | 3. Oktober 2019 – 26. März 2024      |
| 14  | Oleksandr Lytvynenko  | 26. März 2024 –                      |

## Zusammensetzung
Folgende Personen sind seit dem 26. März 2024 Mitglied des Nationalen Sicherheits- und Verteidigungsrats der Ukraine:
- Wolodymyr Selenskyj, Präsident der Ukraine, Vorsitzender des Nationalen Sicherheits- und Verteidigungsrates der Ukraine
- Oleksandr Lytvynenko, Sekretär des Nationalen Sicherheits- und Verteidigungsrates der Ukraine
- Herman Haluschtschenko, Energieminister
- Andrij Jermak, Leiter des Präsidialamtes der Ukraine
- Anatolij Sahorodnij, Präsident der Nationalen Akademie der Wissenschaften der Ukraine
- Oleh Iwaschtschenko, Direktor des Auslandsnachrichtendienstes der Ukraine
- Oleksandr Kamyschin, stellvertretender Leiter des Präsidialamtes der Ukraine, beauftragt für strategische Fragen¹ ²
- Ihor Klymenko, Innenminister der Ukraine
- Andrij Kostin, Generalstaatsanwalt der Ukraine
- Dmytro Kuleba, ehemaliger² Außenminister der Ukraine
- Wassyl Maljuk, Leiter des Sicherheitsdienstes der Ukraine (SBU)
- Serhij Martschenko, Finanzministerin der Ukraine
- Andrij Pyschnyj, Präsident der Nationalbank der Ukraine
- Julija Swyrydenko, Erste Vize-Ministerpräsidentin, Wirtschaftsministerin
- Oleksandr Syrskyj, Oberbefehlshaber der Streitkräfte der Ukraine
- Olha Stefanischyna, Vize-Ministerpräsidentin, Ministerin für Fragen der Europäischen und Euroatlantischen Integration, Justizministerin
- Ruslan Stefantschuk, Parlamentsvorsitzender der Werchowna Rada
- Rustem Umjerow, Verteidigungsminister der Ukraine
- Mychajlo Federow, Vize-Ministerpräsident für Innovation, Bildungsentwicklung und Technologie, Minister für digitale Transformation
- Ihor Tscherkaskyj (Ігор Борисович Черкаський), Leiter des staatlichen Finanzüberwachungsdienstes der Ukraine
- Denys Schmyhal, Ministerpräsident

Fußnote:
¹ - Oleksandr Kamyschin war Minister für strategische Industrie im Kabinett Schmyhal vom 21. März 2023 bis zum 4. September 2024
² - Kein offizielles Amt in der Regierung - Es gab noch keinen Präsidentenerlass, die die Änderung des Nationalen Sicherheits- und Verteidigungsrates vollzog